# Acropogon
Acropogon – rodzaj roślin z rodziny ślazowatych (Malvaceae). Obejmuje 24 gatunków występujących na Nowej Kaledonii. 

## Systematyka
Pozycja systematyczna według APweb (aktualizowany system APG III z 2009)
Rodzaj z podrodziny Sterculioideae z rodziny ślazowatych (Malvaceae). 
Wykaz gatunków
- Acropogon aoupiniensis Morat
- Acropogon austrocaledonicus (Hook.) Morat
- Acropogon bosseri Morat & Chalopin
- Acropogon bullatus (Pancher & Sebert) Morat
- Acropogon calcicola Morat & Chalopin
- Acropogon chalopiniae Morat
- Acropogon domatifer Morat
- Acropogon dzumacensis (Guillaumin) Morat
- Acropogon fatsioides Schltr.
- Acropogon francii (Guillaumin) Morat
- Acropogon grandiflorus Morat & Chalopin
- Acropogon jaffrei Morat & Chalopin
- Acropogon macrocarpus Morat & Chalopin
- Acropogon margaretae Morat & Chalopin
- Acropogon megaphyllus (Bureau & Poiss. ex Guillaumin) Morat
- Acropogon merytifolius Morat & Chalopin
- Acropogon paagoumenensis Morat & Chalopin
- Acropogon pilosus Morat & Chalopin
- Acropogon sageniifolia Schltr.
- Acropogon schefflerifolius (Guillaumin) Morat
- Acropogon schistophilus Morat & Chalopin
- Acropogon schumanniana Schltr.
- Acropogon tireliae Morat & Chalopin
- Acropogon veillonii Morat